# Viola rhombifolia
Viola rhombifolia är en violväxtart som beskrevs av Leybold. Viola rhombifolia ingår i släktet violer, och familjen violväxter. Inga underarter finns listade i Catalogue of Life.